# John Gray (Sozialist)
John Gray (* 1799 in Schottland; † 26. April 1883 in London) war ein britischer utopischer Sozialist und Verfasser ökonomischer Schriften.

## Leben
Gray stammte aus Schottland. Er verbrachte seine gesamte Schulzeit in Repton (Derbyshire). Mit vierzehn Jahren kam er nach London, um bei einem Kaufmann eine kaufmännische Ausbildung zu machen.
An allen möglichen ökonomischen Fragen interessiert, machte er im August 1817 die Bekanntschaft des Unternehmers Robert Owen. Gray begeisterte sich für Owens Ideen und half ab 1821 mit, eine Mustersiedlung nach dessen Plänen in Orbiston, Nähe Glasgow, einzurichten.
Ab 1825 fungierte Gray als Herausgeber und Verleger verschiedener Zeitschriften bzw. Zeitungen, wie: Edinburgh Leith, Glasgow and North British Commercial and Literary Adviser. Während dieser Zeit trat er außerdem mit wirtschaftspolitischen Werken hervor, welche teilweise heftige Kontroversen auslösten.

## Rezeption
In The Social system wurde von John Gray zum ersten Male systematisch die Lehre von der Arbeitszeit als unmittelbarer Maßeinheit des Geldes entwickelt, womit er sich zum Vorläufer von Pierre-Joseph Proudhon gemacht habe, so Karl Marx in seinem Werk Zur Kritik der Politischen Ökonomie. Marx erwähnt daher Gray auch bei seiner Kritik der Proudhonschen „Stundenzettel“.
Gray stellte das Problem, warum alle Waren ihren Wert in einer ausschließlichen Ware, d. h. dem Geld, schätzen. Aber anstelle das Problem zu lösen, bildete er sich ein, die Waren könnten sich unmittelbar aufeinander beziehen, ohne Dazwischenkunft des Geldes, so Marx. Grays These lautete demnach: „Jede Ware ist unmittelbar Geld“.

## Werke (Auswahl)

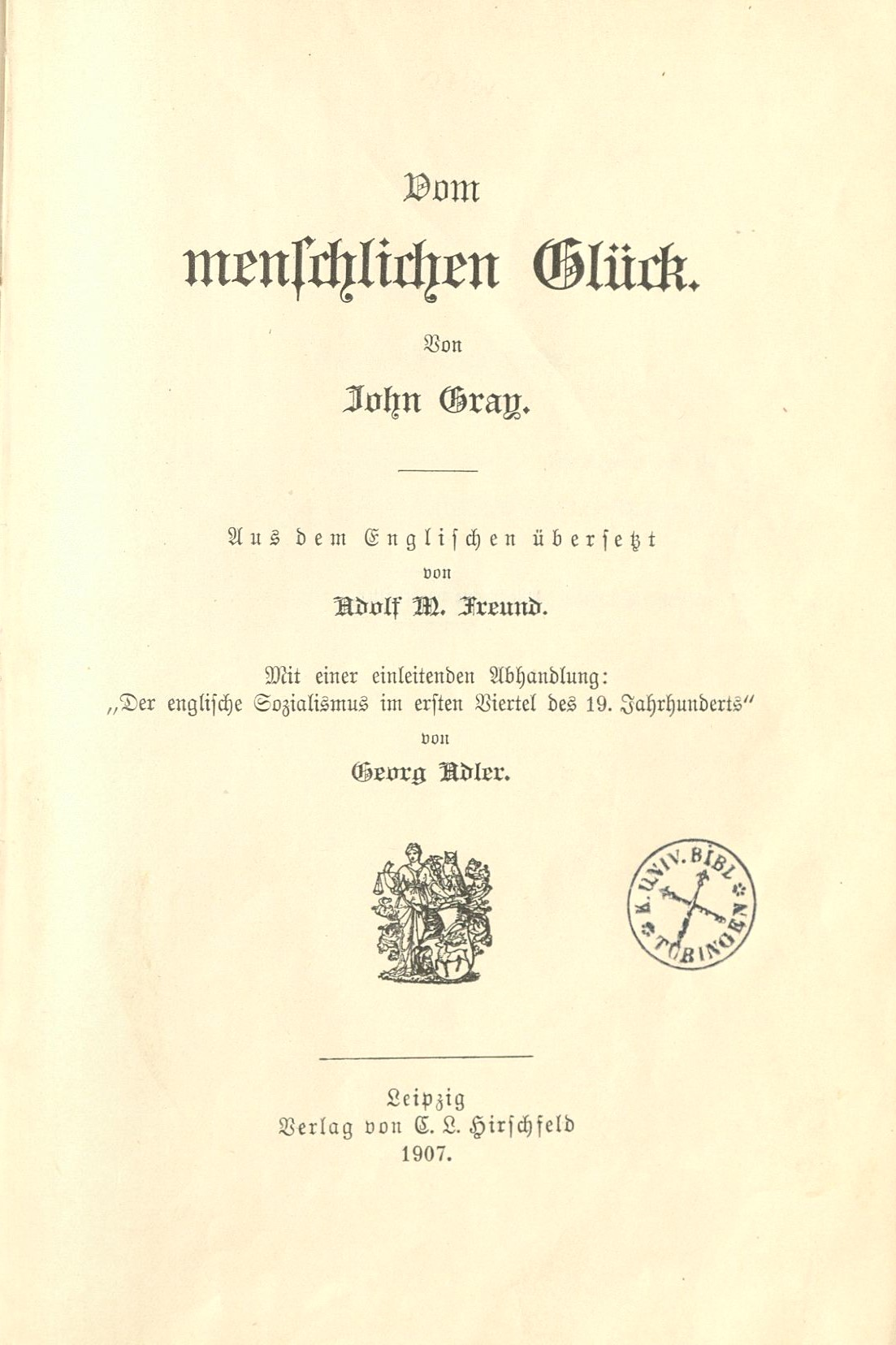
Vom menschlichen Glück (deutsche Übersetzung, 1907)

- The social system. A treatise on the principle of exchange. Edinburgh 1831
- Lectures on the nature and use of money. Delivered before the members of the „Edinburgh Philosophical Institution“ during the month of February and March, 1848. Edinburgh 1848.
- A lecture on human happiness. 
  - Vom menschlichen Glück. Übersetzung Adolf M. Freund. Leipzig: Hirschfeld, 1907.
- An efficient remedy for the distress of nations. Edinburgh 1842.
- John Gray: The Currency Question. A Rejected Letter to the Editor of „The Times“, on the Subject of the Currency. 1847, S. 21 f. (englisch, google.com).